# Loriinae
Sous-famille
Les Loriinae (ou Lorinés en français) sont une sous-famille de Psittacidés. Elle comprend les 57 espèces de loris et de loriquets.

## Introduction
Les loris et loriquets appartiennent à une sous-famille proche de celles des perroquets, des cacatoès et des perruches.
En général, le terme loriquet est utilisé pour décrire les espèces avec une longue queue "conique", alors que  l'appellation lori est employée pour les espèces ayant une queue courte et arrondie.
Aussi, beaucoup de membres de la famille Loriinae ont la particularité d'être très voyants, les couleurs rouges, vertes et bleues prédominent mais tout le spectre de l'arc-en-ciel peut être trouvé. Certaines espèces comme le Loriquet de Swainson peuvent porter beaucoup de ces couleurs sur leurs plumes.
Malheureusement, nous connaissons encore très peu de ce groupe car peu de publications sont éditées. Cela est dû largement à leur localisation éloignée et sûrement au manque d'enthousiasme des observateurs à communiquer leurs observations.
Comme beaucoup d'oiseaux, certaines espèces de ce groupe sont menacées d'extinction.
En Australie dans le Queensland, plus précisément dans la réserve de Currumbin, le loriquet est un petit perroquet très familier qui se rue sur les visiteurs humains pour leur quémander des miettes.

## Loris et loriquets en captivité
Depuis que les premiers explorateurs ont découvert les îles Moluques, les gens ont tenté en vain de garder ces magnifiques oiseaux en captivité. Cependant, en raison de leurs habitudes alimentaires particulières, la plupart de ces oiseaux ont succombé rapidement. C'est seulement récemment que les connaissances acquises sur ces oiseaux ont permis de les garder et même de les reproduire en captivité.
Il faut rappeler qu'il n'y a aucune raison de garder un oiseau en captivité si vous n'êtes pas préparé à lui donner une alimentation correcte ainsi qu'un habitat adéquat. Beaucoup de personnes dépensent d'énormes sommes d'argent pour acheter une espèce et économisent sur le reste…

## Liste alphabétique des genres
- Cyclopsittacini
  - Cyclopsitta (4 espèces)
  - Psittaculirostris (3 espèces)
- Loriini
  - Chalcopsitta (3 espèces)
  - Charminetta (1 espèce)
  - Charmosyna (3 espèces)
  - Charmosynoides (1 espèce)
  - Charmosynopsis (2 espèces)
  - Eos (6 espèces)
  - Glossopsitta (1 espèce)
  - Glossoptilus (1 espèce)
  - Hypocharmosyna (2 espèces)
  - Lorius (6 espèces)
  - Neopsittacus (2 espèces)
  - Oreopsittacus (1 espèce)
  - Parvipsitta (2 espèces)
  - Pseudeos (2 espèces)
  - Psitteuteles (1 espèce)
  - Saudareos (5 espèces)
  - Synorhacma (1 espèce)
  - Trichoglossus (10 espèces)
  - Vini (11 espèces)
- Melopsittacini
  - Melopsittacus (1 espèce)

## Liste des espèces
N.B. : l'ordre de cette liste n'est pas aléatoire, il correspond à des liens de parenté entre les différentes espèces (phylogénie). Elle a été établie à partir des listes d'Alan P. Peterson et de la Commission internationale des noms français des oiseaux (Cinfo).
- Lori noir —Chalcopsitta atra (Scopoli, 1786)
  - Chalcopsitta atra atra (Scopoli, 1786)
  - Chalcopsitta atra bernsteini H.K.B. Rosenberg, 1861
  - Chalcopsitta atra insignis Oustalet, 1878
- Lori de Duyvenbode — Chalcopsitta duivenbodei Dubois, 1884
  - Chalcopsitta duivenbodei duivenbodei Dubois, 1884
  - Chalcopsitta duivenbodei syringanuchalis Neumann, 1915
- Lori flamméché — Chalcopsitta sintillata (Temminck, 1835)
  - Chalcopsitta sintillata chloroptera Salvadori, 1876
  - Chalcopsitta sintillata rubrifrons G.R. Gray, 1858
  - Chalcopsitta sintillata sintillata (Temminck, 1835)
- Lori cardinal — Chalcopsitta cardinalis (G.R. Gray, 1849)
- Lori arlequin — Eos histrio (Statius Muller, 1776) 
  - Eos histrio challengeri Salvadori, 1891
  - Eos histrio histrio (Statius Muller, 1776)
  - Eos histrio talautensis A.B. Meyer & Wiglesworth, 1894
- Lori écaillé — Eos squamata (Boddaert, 1783)
  - Eos squamata obiensis Rothschild, 1899
  - Eos squamata riciniata (Bechstein, 1811)
  - Eos squamata squamata (Boddaert, 1783)
- Lori écarlate — Eos bornea (Linnaeus, 1758)
  - Eos bornea bornea (Linnaeus, 1758)
  - Eos bornea cyanonotha (Vieillot, 1818)
- Lori réticulé — Eos reticulata (S.. Muller, 1841)
- Lori à joues bleues — Eos cyanogenia Bonaparte, 1850
- Lori masqué — Eos semilarvata Bonaparte, 1850
- Lori sombre — Pseudeos fuscata (Blyth, 1858)
- Loriquet orné — Trichoglossus ornatus (Linnaeus, 1758)
- Loriquet de Forsten ou Loriquet à face bleue — Trichoglossus forsteni Bonaparte, 1850
  - Trichoglossus forsteni djampeanus Hartert, 1897
  - Trichoglossus forsteni forsteni Bonaparte, 1850
  - Trichoglossus forsteni mitchellii G.R. Gray, 1859
  - Trichoglossus forsteni stresemanni Meise, 1929
- Loriquet de Weber ou Loriquet de Flores — Trichoglossus weberi (Buttikofer, 1894)
- Loriquet d'Edward ou Loriquet casqué — Trichoglossus capistratus (Bechstein, 1811) 
  - Trichoglossus capistratus capistratus (Bechstein, 1811)
  - Trichoglossus capistratus flavotectus Hellmayr, 1914
  - Trichoglossus capistratus fortis Hartert, 1898
- Loriquet à tête bleue — Trichoglossus haematodus (Linnaeus, 1771)
  - Trichoglossus haematodus caeruleiceps Albertis & Salvadori, 1879
  - Trichoglossus haematodus deplanchii J. Verreaux & Des Murs, 1860
  - Trichoglossus haematodus eyrei Mathews, 1912
  - Trichoglossus haematodus flavicans Cabanis & Reichenow, 1876
  - Trichoglossus haematodus haematodus (Linnaeus, 1771)
  - Trichoglossus haematodus intermedius Rothschild & Hartert, 1901
  - Trichoglossus haematodus massena Bonaparte, 1854
  - Trichoglossus haematodus moluccanus (Gmelin, 1788)
  - Trichoglossus haematodus nesophilus Neumann, 1929
  - Trichoglossus haematodus nigrogularis G.R. Gray, 1858
  - Trichoglossus haematodus rosenbergii Schlegel, 1871
  - Trichoglossus haematodus septentrionalis Robinson, 1900
- Loriquet à col rouge — Trichoglossus rubritorquis Vigors & Horsfield, 1827
- Loriquet eutèle — Trichoglossus euteles (Temminck, 1835)
- Loriquet jaune et vert — Trichoglossus flavoviridis Wallace, 1863
  - Trichoglossus flavoviridis flavoviridis Wallace, 1863
  - Trichoglossus flavoviridis meyeri Walden, 1871
- Loriquet de JohnstoneTrichoglossus johnstoniae Hartert, 1903
- Loriquet de Ponapé Trichoglossus rubiginosus (Bonaparte, 1850)
- Loriquet vert — Trichoglossus chlorolepidotus (Kuhl, 1820)
- Loriquet versicolore — Psitteuteles versicolor (Lear, 1831)
- Loriquet iris — Psitteuteles iris (Temminck, 1835)
  - Psitteuteles iris iris (Temminck, 1835)
  - Psitteuteles iris wetterensis (Hellmayr, 1912)
- Loriquet de Goldie — Psitteuteles goldiei (Sharpe, 1882)
- Lori noira — Lorius garrulus (Linnaeus, 1758)
  - Lorius garrulus flavopalliatus Salvadori, 1877
  - Lorius garrulus garrulus (Linnaeus, 1758)
  - Lorius garrulus morotaianus (Bemmel, 1940)
- Lori des dames — Lorius domicella (Linnaeus, 1758)
- Lori tricolore ou Lori à calotte noire — Lorius lory (Linnaeus, 1758)
  - Lorius lory cyanauchen (S. Muller, 1841)
  - Lorius lory erythrothorax Salvadori, 1877
  - Lorius lory jobiensis (A.B. Meyer, 1874)
  - Lorius lory lory (Linnaeus, 1758)
  - Lorius lory salvadorii A.B. Meyer, 1891
  - Lorius lory somu (Diamond, 1967)
  - Lorius lory viridicrissalis Beaufort, 1909
- Lori à ventre violet — Lorius hypoinochrous G.R. Gray, 1859
  - Lorius hypoinochrous devittatus Hartert, 1898
  - Lorius hypoinochrous hypoinochrous G.R. Gray, 1859
  - Lorius hypoinochrous rosselianus Rothschild & Hartert, 1918
- Lori à nuque blanche — Lorius albidinucha (Rothschild & Hartert, 1924)
- Lori à collier jaune — Lorius chlorocercusGould, 1856
- Lori des Fidji — Phigys solitarius (Suckow, 1800)
- Lori fringillaire — Vini australis (Gmelin, 1788)
- Lori de Kuhl — Vini kuhlii (Vigors, 1824)
- Lori de Stephen — Vini stepheni (North, 1908)
- Lori bleu de Tahiti ou Lori nonnette — Vini peruviana (Statius Muller, 1776)
- Lori ultramarin — Vini ultramarina (Kuhl, 1820)
- Lori à bandeau rouge — Glossopsitta concinna (Shaw, 1791)
  - Glossopsitta concinna concinna (Shaw, 1791)
  - Glossopsitta concinna didimus Mathews, 1915
- Lori à masque rouge — Glossopsitta pusilla (Shaw, 1790)
- Lori à couronne pourpre — Glossopsitta porphyrocephala (Dietrichsen, 1837)
- Lori des palmiers — Charmosyna palmarum (Gmelin, 1788)
- Lori à menton rouge — Charmosyna rubrigularis (P.L. Sclater, 1881)
- Lori de Meek — Charmosyna meeki (Rothschild & Hartert, 1901)
- Lori de Buru — Charmosyna toxopei (Siebers, 1930)
- Lori strié — Charmosyna multistriata (Rothschild, 1911)
- Lori de Wilhelmina — Charmosyna wilhelminae (A.B. Meyer, 1874)
- Lori à front rouge — Charmosyna rubronotata (Wallace, 1862)
  - Charmosyna rubronotata kordoana (A.B. Meyer, 1874)
  - Charmosyna rubronotata rubronotata (Wallace, 1862)
- Lori coquet — Charmosyna placentis (Temminck, 1835)
  - Charmosyna placentis intensior (Kinnear, 1928)
  - Charmosyna placentis ornata Mayr, 1940
  - Charmosyna placentis pallidior (Rothschild & Hartert, 1905)
  - Charmosyna placentis placentis (Temminck, 1835)
  - Charmosyna placentis subplacens (P.L. Sclater, 1876)
- Lori à diadème — Charmosyna diadema† (J. Verreaux & Des Murs, 1860)
- Lori à gorge rouge — Charmosyna aureicincta (E.L. Layard, 1875) (remplace Charmosyna amabilis E.P. Ramsay, 1875)
- Lori de Margaret — Charmosyna margarethae Tristram, 1879
- Lori féerique — Charmosyna pulchella G.R. Gray, 1859
  - Charmosyna pulchella pulchella G.R. Gray, 1859
  - Charmosyna pulchella rothschildi (Hartert, 1930)
- Lori de Joséphine — Charmosyna josefinae (Finsch, 1873)
  - Charmosyna josefinae cyclopum Hartert, 1930
  - Charmosyna josefinae josefinae (Finsch, 1873)
  - Charmosyna josefinae sepikiana Neumann, 1922
- Lori papou  — Charmosyna papou (Scopoli, 1786)
  - Charmosyna papou goliathina Rothschild & Hartert, 1911
  - Charmosyna papou papou (Scopoli, 1786)
  - Charmosyna papou stellae A.B. Meyer, 1886
  - Charmosyna papou wahnesi Rothschild 1906
- Lori bridé — Oreopsittacus arfaki (A.B. Meyer, 1874)
  - Oreopsittacus arfaki arfaki (A.B. Meyer, 1874)
  - Oreopsittacus arfaki grandis Ogilvie-Grant, 1895
  - Oreopsittacus arfaki major Ogilvie-Grant, 1914
- Lori de Musschenbroek — Neopsittacus musschenbroekii (Schlegel, 1871)
  - Neopsittacus musschenbroekii major Neumann, 1924
  - Neopsittacus musschenbroekii musschenbroekii (Schlegel, 1871)
- Lori émeraude — Neopsittacus pullicauda Hartert, 1896
  - Neopsittacus pullicauda alpinus Ogilvie-Grant, 1914
  - Neopsittacus pullicauda pullicauda Hartert, 1896
  - Neopsittacus pullicauda socialis Mayr, 1931

### Sources
- (en) Forshaw J.M. (2006) Parrots of the World. An identification guide. Princeton University Press, Princeton, Oxford, 172 p.
- Dominique Mario et Gino Conzo (trad. de l'italien par Giusi Furno et Sandrine Morel), Le Grand Livre des perroquets, Paris, de Vecchi, 2004, 287 p. (ISBN 2-7328-3540-4, OCLC 420002720)